# George W. Wheland
George Willard Wheland (* 21. April 1907 in Chattanooga, Tennessee; † 1962) war ein US-amerikanischer Chemiker. Er lehrte an der University of Chicago.

## Leben
Wheland wurde 1932 bei James B. Conant an der  Harvard University in Chemie promoviert (Master-Abschluss 1929) und war als Post-Doktorand von 1932 bis 1937 am Caltech bei Linus Pauling. 1936 war er als Guggenheim Fellow an der Universität London bei Christopher Kelk Ingold. Bei diesem einjährigen Aufenthalt arbeitete er auch mit Cyril Hinshelwood in Oxford, besuchte John Lennard-Jones in Cambridge, Arnold Sommerfeld in München und Erich Hückel in Stuttgart. Bei der Rückkehr 1937 ging er als Professor an die Universität Chicago.
Er veröffentlichte über organische Basen und Säuren und war bekannt für ein Lehrbuch der Organischen Chemie, das drei Auflagen erlebte, und frühe Arbeiten zur Quantenchemie (Resonanztheorie), darunter drei Aufsätze mit Linus Pauling. Beide dehnten die Resonanztheorie auf organische Moleküle aus. Unter anderem war er Ko-Autor des fünften Aufsatzes von Pauling The nature of the chemical bond, aus der das bekannte Buch von Pauling entstand. Er hielt die Resonanztheorie für den bedeutendsten Fortschritt in der Strukturchemie seit der Einführung des Valenzkonzepts mit geteilten Elektronen durch Gilbert Newton Lewis und schrieb darüber 1944 ein Lehrbuch. In der zweiten Auflage 1955 räumte er der Molekülorbitaltheorie breiteren Raum ein, die er im Übrigen für äquivalent zur Resonanztheorie auf fundamentaler Ebene hielt. Er hielt die Resonanztheorie aber besonders für organische Chemiker für klarer und der Strukturtheorie näher. Beide sah er damals nur als Näherungen an die volle quantenmechanische Theorie.
Kurt Mislow bezeichnete sein Lehrbuch der Organischen Chemie als wesentlichen Anstoß dafür, dass er sich selbst mit Symmetrie und Stereochemie befasste. 
Nach ihm sind Wheland-Komplexe und Intermediate benannt.
Wheland starb an Multipler Sklerose.
Seit 1991 gibt es eine Wheland Lecture an der Universität Chicago.

## Schriften
- The theory of resonance and its application to organic chemistry, Chapman and Hall 1944, Hathi Trust (Digitalisat)
- Advanced Organic Chemistry, Wiley, 2. Auflage 1949,[4] 3. Auflage 1960, Archive
- Resonance in Organic Chemistry, Wiley 1955